# Giacomo Simoneta
Giacomo Simoneta (ur. w 1475 w Mediolanie, zm. 1 listopada 1539 w Rzymie) – włoski kardynał.

## Życiorys
Urodził się w 1475 roku w Mediolanie, jako syn Giovanniego Simonety i Catariny Barbavary. Studiował prawo w rodzinnym mieście, a następnie był audytorem i dziekanem Roty Rzymskiej. 17 lipca 1528 roku został wybrany biskupem Pesaro. 28 grudnia przyjął święcenia kapłańskie, a 14 września następnego roku – sakrę. 21 maja 1535 roku został kreowany kardynałem prezbiterem i otrzymał kościół tytularny San Ciriaco alle Terme Diocleziane. W tym samym roku został biskupem Perugii, a rok później – Lodi. W 1537 roku zrezygnował z diecezji Pesaro i Lodi, a w kolejnym – z diecezji Perugia. Skutecznie mediował pomiędzy Mediolanem a Sieną kwestię kontroli nad Montepulciano. Pełnił funkcję prefekta Trybunału Sygnatury Łaski, kamerlinga Kolegium Kardynałów i administratora apostolskiego Nepi i Sutri. Zmarł 1 listopada 1539 roku w Rzymie.